# عباس دوران
عباس دوران (بالفارسية: عباس دوران) هو طيار وطيار مقاتل إيراني، ولد في 22 أكتوبر 1950 في شيراز في إيران، وتوفي في 21 يوليو 1982 في بغداد في العراق بسبب قتل في المعركة.